# EGO (ミュージシャン)
EGO（イーゴ）は、日本のヒップホップMC。GRAND MASTER所属。

## 来歴
高校生の頃からリリックを書いていた。18歳の時に単独でアメリカに渡る。かつてから親交のあったニュージャージー州の親友のホームスタジオで初めてラップのレコーディングを行う。この時のレコーディング楽曲が現地で評価を受け、ニュージャージー州を拠点に活動するHOODY DOWN RECORDSに所属。
日本に帰国後、1枚目のアルバム『EGOLOGY』を2010年に発売。
2013年、N.O.R.Eの来日公演でフロントアクトを務める。
2014年、Zeebraが立ち上げたレーベル、GRAND MASTERに所属。

## 人物
EGOという名前は、本来のEGO（エゴ）からきている。アメリカで初めてレコーディングをした日の当日に思いつき、当時のレコーディングに足を踏み入れた心境などをリンクして付けたという。

## 作品

### シングル
- PINEAPPLE JUICE（2015年7月29日）

### アルバム
| 枚数 | 発売日         | タイトル         | 順位 | 販売形態 | 規格品番 |
| ---- | -------------- | ---------------- | ---- | -------- | -------- |
| 1    | 2010年4月14日  | EGOLOGY          | -位  | CD       | -        |
| 2    | 2012年10月12日 | EGO              | -位  | CD       | -        |
| 3    | 2013年12月11日 | A KID FROM TOKYO | -位  | CD       | -        |
| 4    | 2014年9月3日   | ISLAND           | -位  | CD       | -        |
| 5    | 2016年8月19日  | LIVE LIFE        | -位  | CD       | -        |

### 楽曲提供
- WAR WAR WAR／Buster Bros!!!・MAD TRIGGER CREW　ヒプノシスマイク『Buster Bros!!! VS MAD TRIGGER CREW』収録（2018年5月16日）

※作詞（共作）

## 出演

### 映画
- TOKYO TRIBE（2014年）- 高円寺JACKのボス、EGO役。出演役者へのラップ提供、指導も行った[2]。

### テレビ番組
- フリースタイルダンジョン（2015年10月14日、2016年9月28日）